# Priscilla och Aquila
Priscilla och Aquila var ett äkta par verksamma som kristna missionärer under första århundradet. De levde med, och predikade tillsammans med aposteln Paulus.
Aquila och hans hustru Priscilla (Prisca) var messiastroende judar som bosatte sig i Korinth sedan alla judar utvisats från Rom år 49 e.Kr. av kejsar Claudius. Enligt Apostlagärningarna (18:2-3) var makarna tältmakare/sadelmakare, samma yrke som också aposteln Paulus hade.